# Paralaudakia
Paralaudakia es un género de iguanios de la familia Agamidae. Sus especies son endémicas del Asia paleártica (excepto Arabia, Siberia y la zona costera del océano Pacífico).

## Especies
Se reconocen las 8 especies siguientes:
- Paralaudakia badakhshana (Anderson & Leviton, 1969)
- Paralaudakia bochariensis (Nikolsky, 1897)
- Paralaudakia caucasia (Eichwald, 1831)
- Paralaudakia erythrogaster (Nikolsky, 1896)
- Paralaudakia himalayana (Steindachner, 1867)
- Paralaudakia lehmanni (Nikolsky, 1896)
- Paralaudakia microlepis (Blanford, 1874)
- Paralaudakia stoliczkana (Blanford, 1875)